# Geoffroi II de Bretanya
Geoffroi II de Bretagne o Geoffroy II Plantagenet, també Jofré II de Bretanya o Jofré II Plantagenet o Godofreu II Plantagenet (nascut el 23 de setembre de 1158 mort a París el 21 d'agost de 1187 als 28 anys), fill del rei d'Anglaterra, duc de Normandia i comte d'Anjou Enric II Plantagenet i d'Elionor d'Aquitània, duquessa d'Aquitània.
Geoffroy fou entronitzat duc de Bretanya a Rennes el 1169 i això en nom de la seva promesa Constància de Bretanya. El seu pare va assegurar la regència del ducat fins al 1181. El curt regnat d'aquest príncep (1181- 1186) va estar marcat per la influència anglesa de la dinastia Plantagenet i la codificació de nous costums: el Fonament del comte Geoffroy, el primer acte legislatiu pres a nivell del ducat per un duc de Bretanya.

## Biografia

### Família
Geoffroi era el germà petit de Guillem IX, comte de Poitiers (1153- 1156), d'Enric II el Jove (1155- 1183), de Matilde, Duquessa de Saxònia (1156- 1189), i de Ricard Cor de Lleó (1157- 1199). Fou igualment el gran germà d'Elionor, reina De Castella (1161- 1214), de Joana, reina de Sicília (1165- 1199) i de Joan sense Terra (1166- 1216).
La seva mare, Elionor d'Aquitània, fou anteriorment reina de França pel seu matrimoni amb Lluís VII; Geoffroi fou doncs el germanastre matern de Maria de França (1145- 1198) i d'Alix de Blois (1150- 1195).
El seu pare, el rei d'Angleterra Enric II, va tenir alguns fills il·legítims de diverses amants. Geoffroi fou per això el germanastre patern de Geoffroy, arquebisbe de York (1151- 1212), de Guillem de Llarga espasa (1176- 1226) i de Morgan (nascut després de 1180 - mort després de 1213).
De la seva unió amb Constància, duquessa de Bretanya, Geoffroi va tenir dos o tres fills:
1. Alienor (o Elionora), nascuda el 1184, que serà mantinguda presonera per Joan sense Terra, després per Enric III d'Anglaterra, de 1202 fins al 10 d'agost de 1241, data de la seva mort a Bristol.
2. Artur (1187-1203), que succeirà a la seva mare com a duc
3. Matilde (1185, morta abans del maig de 1189)

### El domini Plantagenet

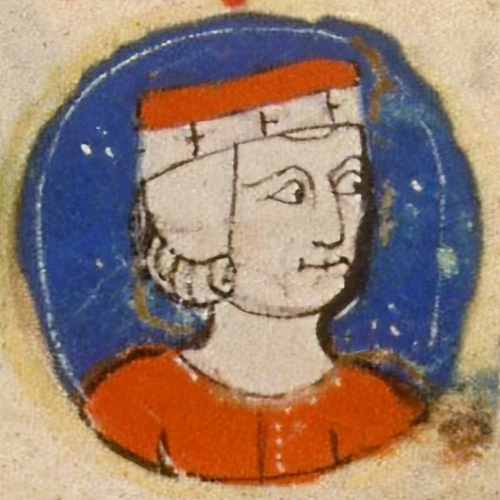
Retrat de Geoffroi II tret d'una genealogia del segle XIV

Resolt finalment a regnar sobre el seu ducat, Conan, nebot del duc Conan III el Gros mort el 1148, aconseguí arrencar el poder del seu tutor Eudes de Porhoet gràcia al suport d'Enric II, rei d'Anglaterra des de 1154. L'exèrcit anglo-bretó va aconseguir vèncer a Eudes de Porhoet, que finalment fou expulsat el 1156. La dinastia de la casa Plantagenet ho va aprofitar per prendre peu al Ducat de Bretanya, perquè la seva ajuda no fou sense contrapartida. El nou duc, Conan IV va cedir a Enric II el comtat de Nantes i el 1160, es va casar amb Margarida d'Escòcia, el que el va lligar definitivament al regne d'Anglaterra.
El 1162, Henri II va obligar el poderós senyor bretó Raül de Fougères, a cedir-li la castellania de Dol de la qual acabava de ser nomenat tutor. Raül, cansat de la influència creixent del monarca anglès, va formar una coalició de grans senyors sota la conducta d'Eudes de Porhoet i d'Hervé de Léon. Proclamat duc el 1156, Conan IV va haver d'abdicar el 1166 quan Enric II Plantagenet va envair Bretanya al front d'un exèrcit i va devastar les ciutats insurrectes entre les quals Fougères i el seu castell, feu de Raül. El duc, massa debilitat per poder continuar regnant va haver d'acceptar les aliances matrimonials imposades per Enric II. Per controlar millor Bretanya Enric II va prometre dos infants: el seu fill Geoffroi, de 7 anys, i l'hereva bretona Constància de Bretanya, filla de Conan IV de Bretanya, de 4 anys. Enric II es fa reconèixer com a regent o guardià del ducat fins a la majoria de Geoffroi.

### La regència d'Enric II
Geoffroi tenia 15 anys quan es va unir a la primera revolta contra el seu pare (1173), però el 1174 s'hi va reconciliar i va participar en la treva de Gisors, Més tard Geoffrei fou figura prominent a la segonbs revolta, el 1183, lluitant contra Ricard Cor de Lleó en nom del rei Enric III el Jove. Geoffroi fou bon amic de Felip II de França i va passar molt de temps a la cort a París (fins i tit fou senescal del rei de França)

### Regnat de Geoffroi

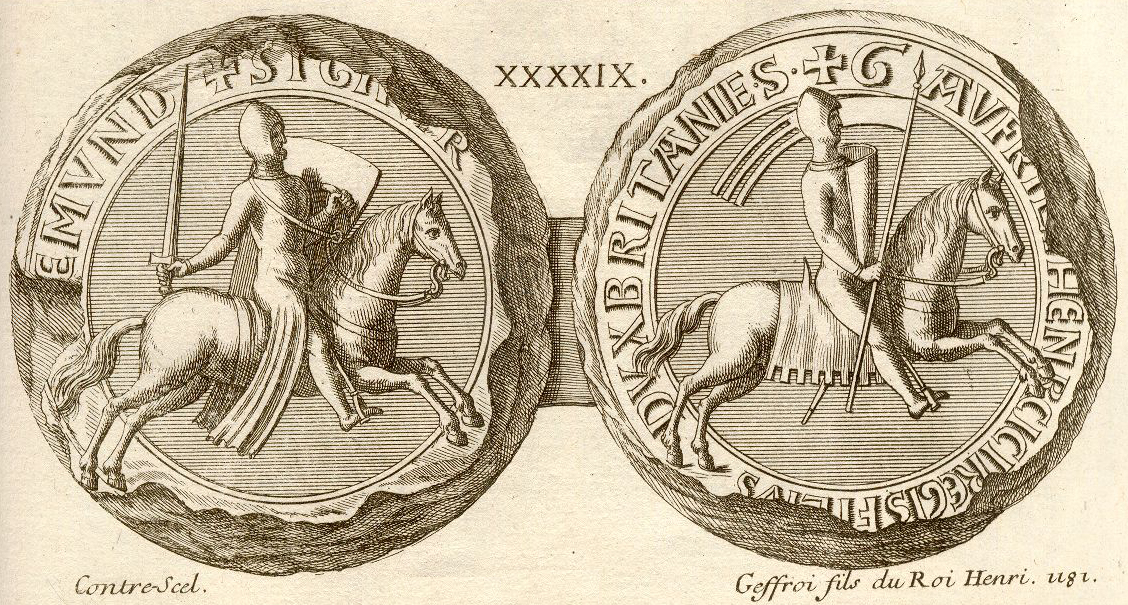
Segell de Geoffroi Plantagenet

El matrimoni de Geoffroy i de Constància va tenir lloc el juliol 1181, però el poder efectiu de Geoffroi va ser breu, ja que va morir als 28 anys el 1186. El 1183 va participar en la revolta contra Ricard Cor de Lleó i es creu que preparava una nova revolta quan va morir amb l'ajut del rei Felip II de França. Aquestes revoltes li van donar fama de traïdor. Fou rtambé conegut per atacat monestir i esglésies per recaptar fons per les seves campanyes i aquestos fets li van valer la crítica de l'Església i dels cronistes. Va morir de les ferides rebudes en un torneig. el 19 d'agost de 1186. Va ser inhumat a la Catedral de Notre-Dame de París.
Va deixar dos fills molt joves: Elionor i Artur, fill pòstum destinat a heretar del ducat. El nou rei d'Anglaterra, Ricard Cor de Lleó, va continuar la política paterna de subjecció de Bretanya i es va apoderar de la duquessa Eleonor el 1197 a Carhaix. Una reacció dels bretons va derrotar el seu exèrcit. És per això que Artur de Bretanya va ser confiat al rei de França, Felip II de França per assegurar la seva seguretat. Elionor presonera de Joan sense Terra va morir el 1241. Constància es va casar en terceres noces amb Guiu de Thouars i va tenir Alix.